# Захарово (платформа Горьковского направления)
Заха́рово — остановочный пункт Горьковского направления Московской железной дороги в городе Ногинск Богородского городского округа Московской области. Находится в границах станции Ногинск (парк Захарово), конечный остановочный пункт тупикового ответвления от станции Фрязево главного хода. Находится на правом берегу реки Клязьмы.
Время движения поезда с Курского вокзала Москвы — около 1 часа 45 минут. Является конечной остановкой для 16 пар поездов ежедневно.
Состоит из одной островной платформы, к которой подходит линия от платформы Ногинск, разветвлённая на два тупиковых пути. Не оборудована турникетами, но билетная касса действует с мая 2016 года.
До начала 2000-х годов платформа была короче на 3-4 вагона, в районе кривой в южном торце нынешней платформы была асфальтовая дорожка.
Платформа тупиковая, но в 100 метрах южнее её проходит транзитный подъездной путь Ногинск — Черноголовка (ППЖТ).
Остановка с названием Захарово также существует на ветке Голицыно — Звенигород Белорусского направления, причём с Курского вокзала до 2019 года можно было доехать как до одной, так и до другой платформы Захарово.

## История
Открыта 3 декабря 1885 года вместе с 16-верстной (17 км) Богородской веткой от станции Стёпаново (сейчас Фрязево). Своё название получила в честь Захара Саввича Морозова, богородского предпринимателя, вложившего деньги в строительство этой железнодорожной ветки.
Ранее остановочный пункт находился немного южнее, прямо по траектории движения от станции Ногинск, форма остановочного пункта также была прямой. Как минимум с 1927 года до середины 1960-х годов в расписаниях движения пригородных поездов нет остановочного пункта Захарово, поезда следовали только до станции Ногинск.
На современном месте открыта с 1966 года, тогда же участок Ногинск — Захарово был электрифицирован.